# EO Aurigae
EO Aurigae är en dubbelstjärna i mellersta delen av stjärnbilden Kusken. Den har en kombinerad skenbar magnitud av ca 7,71 och kräver åtminstone en stark handkikare för att kunna observeras. Baserat på parallaxmätning inom Hipparcosuppdraget på ca 2,1 mas, beräknas den befinna sig på ett avstånd på ca 1 500 ljusår (ca 500 parsek) från solen. Den rör sig närmare solen med en heliocentrisk radialhastighet på ca -1 km/s.

## Egenskaper
Primärstjärnan EO Aurigae A är en vit till blå stjärna i huvudserien av spektralklass B3 V. Den har en massa som är ca 6,2 solmassor, en radie som är ca 1,4 solradier och har ca 2 800 gånger solens utstrålning av energi från dess fotosfär vid en effektiv temperatur av ca 13 400 K.
Följeslagaren EO Aurigae B är en vit till blå stjärna i huvudserien av spektralklass B3 V. Den har en massa som är ca 5,0 solmassor och har ca 1 400 gånger solens utstrålning av energi från dess fotosfär vid en effektiv temperatur av ca 11 700 K.

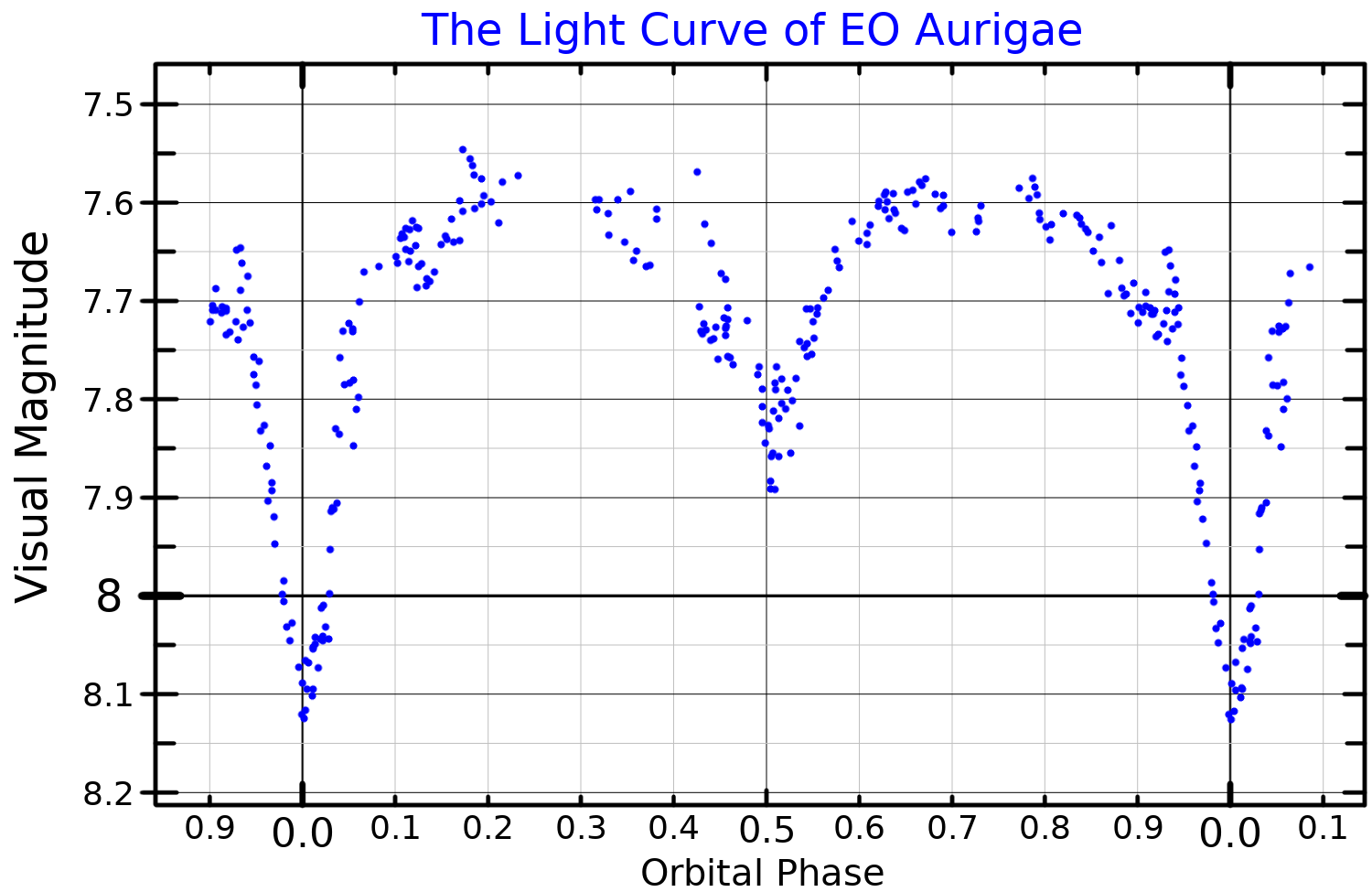
Ljuskurva i visuella bandet för AR Aurigae, plottad från Hartigan (1981).

Stjärnans karaktär av förmörkelsevariabel upptäcktes 1943 av Sergei Gaposchkin vid Harvard College Observatory. Den består av ett par stjärnor av spektraltyp B som kretsar kring varandra med en omloppsperiod på 4,0656 dygn. Under primärstjärnans förmörkelse sjunker den kombinerade magnituden med 0,57 medan förmörkelsen av följeslagaren minskar magnituden med 0,33.